# Distrito electoral de North Fork (condado de Saline, Nebraska)
North Fork (en inglés: North Fork Precinct) es un distrito electoral ubicado en el condado de Saline en el estado estadounidense de Nebraska. En el Censo de 2010 tenía una población de 122 habitantes y una densidad poblacional de 1,31 personas por km².

## Geografía
North Fork se encuentra ubicado en las coordenadas 40°29′15″N 97°11′21″O / 40.48750, -97.18917. Según la Oficina del Censo de los Estados Unidos, North Fork tiene una superficie total de 93,23 km², de la cual 93,1 km² corresponden a tierra firme y (0.14%) 0,13 km² son agua.

## Demografía
Según el censo de 2010, había 122 personas residiendo en North Fork. La densidad de población era de 1,31 hab./km². De los 122 habitantes, North Fork estaba compuesto por el 95,08% blancos, el 2,46% eran afroamericanos, el 0% eran amerindios, el 0% eran asiáticos, el 0% eran isleños del Pacífico, el 0% eran de otras razas y el 2,46% pertenecían a dos o más razas. Del total de la población el 1,64% eran hispanos o latinos de cualquier raza.